# Estação Pirituba
A Estação Pirituba é uma estação ferroviária, pertencente à Linha 7–Rubi da CPTM, localizada no distrito homônimo, na Zona Norte de São Paulo.

## História

### Primeira estação
Em 1884 foram iniciadas pela São Paulo Railway as obras de uma nova estação no quilômetro 91 da ferrovia Santos-Jundiaí. Essa estação recebeu o nome de Pirituba. A estação foi inaugurada pela São Paulo Railway (SPR) em 1º de fevereiro de 1885. Apesar da existência de sítios na região, a abertura da nova estação da estrada de ferro foi o principal elemento de desenvolvimento daquela localidade. Cem anos depois, a prefeitura de São Paulo decretou o dia primeiro de fevereiro "Dia de Pirituba", quando o aniversário do distrito é comemorado. No final da Década de 1880 o médico Luís Pereira Barreto adquiriu terras nos arredores da estação Pirituba, criando um estabelecimento rural de 110 alqueires de terras, onde cultivava 40 mil pés de café, um imenso pomar e uma vinícola com 10 mil videiras. Para exportar a produção via ferrovia, a São Paulo Railway promoveu a ampliação da pequena estação de Pirituba. Ainda assim, era considerada pela São Paulo Railway uma estação de terceira classe (a última em nível de importância).
Apesar da abertura da estação ter atraído a instalação da primeira agência de correios e telégrafos em 1889 e de pequenas fábricas como , os arredores da estação permaneceram pouco desenvolvidos até 1929, quando foi instalado próxima da estação o Sanatório Pinel. Inicialmente de propriedade do médico Antônio Carlos Pacheco e Silva,o Sanatório Pinel foi adquirido mais tarde pelo governo de São Paulo e ampliado.

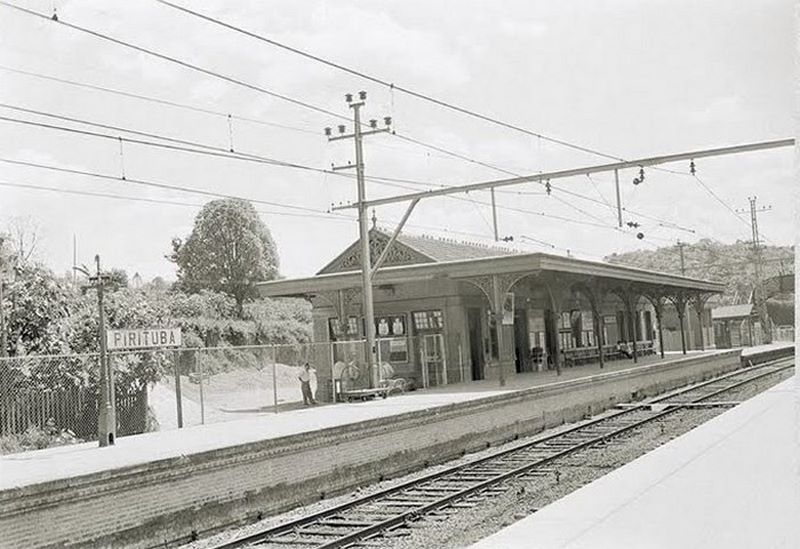
Prédio da estação Pirituba, sem data.
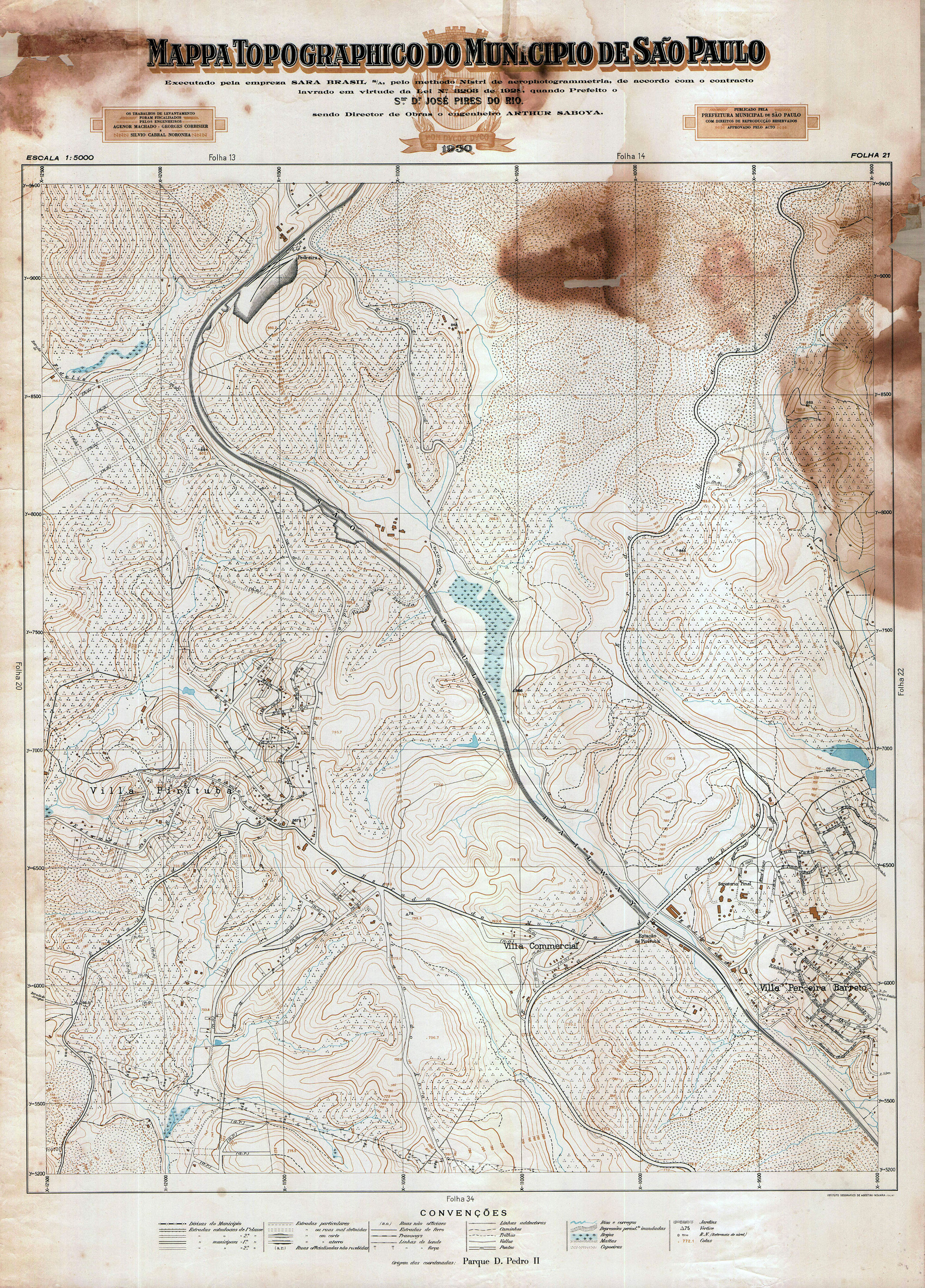
Mapa Topográfico do Setor 21 da cidade de São Paulo (SARA, 1930). A estação Pirituba aparece no canto inferior direito, em um bairro ainda pouco desenvolvido.

### Segunda estação
Após o governo federal absorver as linhas da SPR (por meio da estatal Estrada de Ferro Santos-Jundiaí), a estação sofreu uma ampliação e reformas, finalizadas em 1964. Nos anos 1970, a estação foi reconstruída, recebendo suas atuais edificações.
Após ser administrada por várias empresas federais (EFSJ, RFFSA, EBTU e CBTU) a estação foi repassada juntamente da linha que por lá passa ao Governo do Estado de São Paulo, que a administra desde 1994, por meio da CPTM.

## Toponímia
A estação foi responsável por dar o nome ao distrito onde se localiza. Na língua tupi, Pirituba significa muita vegetação de brejo, sendo que a região era conhecida pela quantidade de piri (um tipo de vegetação) que crescia no local, antes de sua urbanização.

## Tabela
| Sigla | Estação  | Inauguração            | Integração                                   | Plataformas         | Posição    | Notas                          |
| ----- | -------- | ---------------------- | -------------------------------------------- | ------------------- | ---------- | ------------------------------ |
| PRT   | Pirituba | 1 de fevereiro de 1885 | Bilhete Único e Terminal Pirituba da SPTrans | Centrais e laterais | Superfície | Estação reconstruída pela EFSJ |